# 鱗虎屬
鱗虎屬（學名：Geckolepis），又稱為魚鱗守宮屬，為馬達加斯加與葛摩的特有種守宮，是棲息於原始森林及次生林的夜行性樹棲食蟲性蜥蜴。牠們最大的特徵在於當被掠食者捉住時，身上的皮膚與鱗片會脫落，藉此自保。

## 皮膚與鱗片
鱗虎屬物種的鱗片為相互交疊的骨化硬鱗。針對這些鱗片的組織學研究最早源自於 1911 年的威廉·約瑟夫·施密特（Wilhelm Josef Schmidt）。施密特提到了這些鱗片的異質性與鱗狀重疊情況使得科學家很難不在破壞到鱗片的情況下捕捉鱗虎屬物種，針對牠們的計數形質（鱗片的數量與排列特徵）測量也難以進行。施密特也提到這些鱗片的形成為表皮角質層成的雙層交疊皺褶而非單層，且鱗片的中間部分有骨化的情形，含有不規則形狀的晶體，這些特徵都被施密特詳細繪製於他的研究著作之中。在微電腦斷層掃描（Micro-CT）下，Scherz et al.發現大鱗鱗虎與其他鱗虎屬的鱗片和骨頭有相同的X射線衰減係數，這代表著鱗虎屬和鱷魚、犰狳同樣具有膜質骨板。而在鱗片尖端的部分則未有骨化，於施密特的研究及在微電腦斷層掃描下都可見到此項特徵。Paluh et al. 透過微電腦斷層掃描及組織學研究斑鱗虎的骨板，並且與其他具有相同特徵的守宮（大壁虎及摩爾壁虎）進行比較。他們發現鱗虎屬的骨板與其他兩種守宮的骨板特徵差異甚大，為守宮中第三次獨立趨同演化出的骨板。鱗虎屬的骨板鱗片相較之下與板蜥科十分類似。
在 19 世紀時，科學家就已經知道鱗虎屬物種具有脫落鱗片的能力。1983 年，Alfred Voeltzkow 描述到在採集鱗虎屬物種時使用棉花可以避免其鱗片脫落。在脫落之後，鱗片會在數週內重新再生，並且與原來的鱗片外型無異。鱗片的自割與之後的再生機制仍然為未知，但是 C. Schubert 與其同事正進行相關的分析研究。他們的研究顯示，鱗虎屬在自割時不僅僅是從皮膚上蛻下鱗片，而是會從其皮膚下一層特殊的細胞上分離（稱為「撕裂區（splitting zones）」）。鱗片的自割行為可以透過收縮皮膚基部的肌纖維母細胞來主動達成，同時血管也會收縮以盡量減少血液的流失。Aaron M. Bauer 和其同事在研究了其他也具有撕裂區的守宮後針對這項發現提出了質疑，因為這些守宮的撕裂區位於皮膚的內部，而非在皮膚的基部之下。針對這項機制目前並沒有後續的研究，但是仍然有科學家疾呼要持續進行分析，因為這樣的再生能力有助於應用在人類醫療發展與藥物上。

## 分類學
鱗虎屬由於其多樣化的鳞序而難以進行分類。近年的基因分析研究顯示本屬中含有數種隱存種。2016 年，Hawlitschek et al. (2016) 將葛摩鱗虎從斑鱗虎的異名重新立為新種，為葛摩群島的特有種。2017 年，Scherz et al. (2017) 將卡哈那保護區喀斯特地形的石灰岩山上所發現的鱗虎屬物種命名為大鱗鱗虎，為鱗虎屬中鱗片最大的物種，其他特徵則包括特殊的骨架外型，如脊椎骨及鼻骨形狀等。斑鱗虎的分類特徵依據則仍然未知。

## 物種
鱗虎屬目前已知有 5 種：
- 葛摩鱗虎 Geckolepis humbloti Vaillant, 1887
- 斑鱗虎 Geckolepis maculata Peters, 1880
- 大鱗鱗虎 Geckolepis megalepis Scherz, Daza, Köhler, Vences & Glaw, 2017[16]
- 多鳞虎 Geckolepis polylepis Boettger, 1893
- 珠鱗守宮 Geckolepis typica Grandidier, 1867

## 外部連結
- Reptarium.cz Reptile Database 中的 Geckolepis